# Bazilika svatého Václava
Bazilika svatého Václava ve Staré Boleslavi je původně románský, v renesanci a baroku přestavovaný kostel ve Staré Boleslavi. Stojí na místě kostela sv. Kosmy a Damiána, kde byl podle pověsti svým bratrem Boleslavem I. 28. září roku 935 (nebo 929) zavražděn sv. Václav a které se stalo významným poutním místem a místem Národní svatováclavské pouti. 
Po celkové rekonstrukci byla bazilika slavnostně otevřena dne 28. září 2021. Konají se zde pravidelné bohoslužby, mimo ně je bazilika přístupná pouze s průvodcem, prohlídky zajišťuje Informační a kulturní centrum Stará Boleslav.

## Historie baziliky

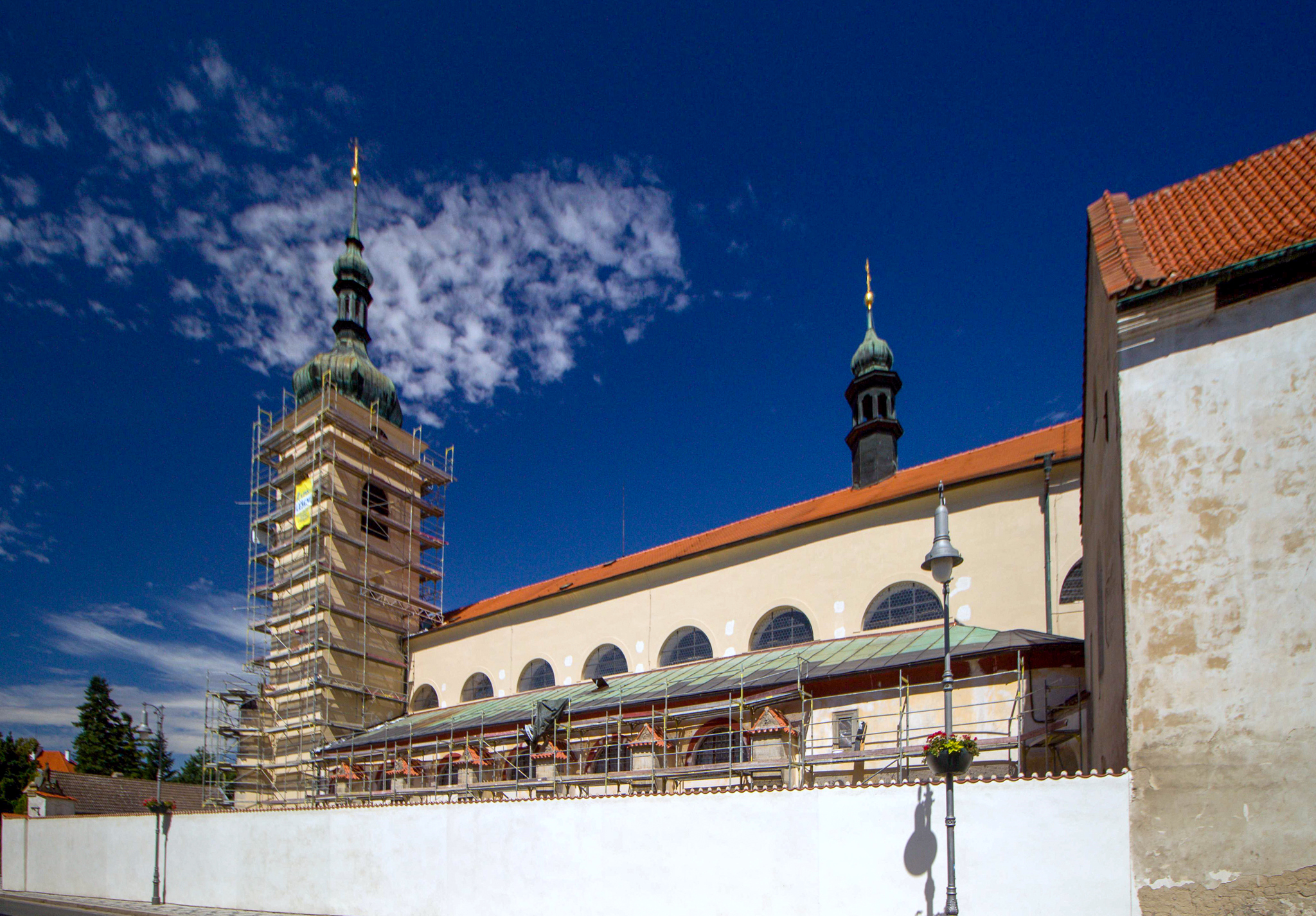
Bazilika svatého Václava

Baziliku, která stojí na dnešním Svatováclavském náměstí, založil spolu s kolegiátní kapitulou po roce 1039 český kníže Břetislav I. jako pokání, které mu udělil papež Benedikt IX. za válečnou výpravu do Polska, odkud přinesl ostatky sv. Vojtěcha. Podle Kosmovy kroniky byl kostel vysvěcen 19. května 1046 pražským biskupem Šebířem. Původní kostel sv. Kosmy a Damiána, před jehož dveřmi byl sv. Václav zavražděn (dnes románská krypta), byl zahrnut do nové stavby. Svou půdorysnou dispozici z této doby si kostel uchoval dodnes. V období raného středověku se tak jednalo o jednu z největších sakrálních staveb v Čechách.
V polovině 12. století prošel kostel stavební úpravou. Tehdy byla rozšířena zejména pětilodní krypta směrem k západu. Za vlády Karla IV. v 2. pol. 14. století byl kostel upraven goticky. Z této doby se zachoval pouze jižní lomený portál s jemnou profilací ostění. Otec vlasti Karel IV. Boleslav sám opakovaně navštívil a v kostele založil nadaci na zpívanou mši u oltáře sv. Václava.
Kostel značně utrpěl za husitských válek, přesto v něm bohoslužby nebyly přerušeny. Základní opravy proběhly ještě v polovině 15. století. Zásadní přestavby v renesančním duchu se bazilika dočkala až na konci 16. století, kdy byly boční lodě opatřeny novou klenbou a vnějšími opěrnými pilíři. Za třicetileté války však kostel utrpěl další pohromu – v letech 1639 až 1640 si ve Staré Boleslavi vybudovalo tábor švédské vojsko, severní věž byla odbourána a při ústupu Švédů byl kostel navíc zapálen.
S obnovou baziliky začala kapitula ihned, ta ovšem pokračovala ještě po skončení války v raně barokním stylu. Hlavní loď dostala novou valenou klenbu, věž byla ukončena cibulovitou střechou s lucernou. Chrám byl dále doplňován novým mobiliářem a vysvěcen až roku 1691. Ke konci 18. století byl interiér postupně dovybaven barokním mobiliářem, zakoupeným ze zrušených kostelů klášterů v Praze. Velké obnovy se kostel dočkal především zásluhou správce kapituly Msgre. Jana Paulyho před rokem 1929, kdy zde proběhly velké oslavy milénia mučednické smrti sv. Václava, jichž se zúčastnil i papežský legát Angelo Giuseppe Roncalli, pozdější papež Jan XXIII. Obnova fasád kostela proběhla v 60. letech 20. století. Poslední postupná obnova kostela byla zahájena roku 2002 úpravou terénu a položením nové dlažby za účelem odvlhčení stavby. Na to navázala stavební obnova kostela v letech 2007 - 2017 podpořená z Programu záchrany architektonického dědictví (čerpáno 13 495 000 Kč). V současnosti probíhá rozsáhlá obnova interiéru i fasád kostela podpořená z prostředků Evropské unie z Integrovaného regionálního operačního programu, která by měla být dokončena na počátku roku 2021.
V roce 2009, 80 let po svatováclavském miléniu, navštívil o slavnosti sv. Václava 28. září kapitulní chrám Svatý otec papež Benedikt XVI., který se zde poklonil ostatkům českého dědičného knížete Václava na místě jeho zavraždění a následně ve městě spolu s 600 kněžími celebroval za nádherného "letního" počasí slavnostní bohoslužbu na blízké Proboštské louce, pro více než 50 000 věřících. V pátek 29. září 2019 byla k desátému výročí papežské návštěvy před vstupem do areálu kostela odhalena busta papeže Benedikta XVI.
| rok    | 2007  | 2008  | 2009  | 2010 | 2011  | 2012 | 2013 | 2014 | 2015 | 2017 |
| ------ | ----- | ----- | ----- | ---- | ----- | ---- | ---- | ---- | ---- | ---- |
| částka | 5 150 | 3 250 | 1 600 | 920  | 1 055 | 520  | 400  | 600  |      |      |

## Popis
V jádru románský kostel má již od počátku půdorys trojlodní baziliky s nepravidelnými závěry bočních lodí a s jednou věží v západním průčelí. Nad vyvýšeným kněžištěm se nachází románská krypta zasvěcená sv. Kosmu a Damiánovi. V ní se nalézá mučedniště sv. Václava i místo považované, podle křesťanské tradice, za jeho původní hrob. Krypta vznikla ve dvou stavebních etapách – východní část nejspíše již v 11. století, západní pětilodní v polovině 12. století. Hlavní oltář na východním konci je zasvěcen sv. Kosmu a Damiánovi, patronům zdejší kolegiátní kapituly. Severní boční loď je zakončena obdélnou kaplí zvanou Knížecí nebo Vrábská, které vévodí barokní oltář sv. Kateřiny. Nejspíše v těchto místech se nacházel původní kostel, u něhož byl zavražděn sv. Václav. Před mučedništěm, propojeným s kryptou, se nachází sousoší Zavraždění sv. Václava z dílny Matyáše B. Brauna a nad ním dřevěný reliéf sv. Václav v čele Blanických rytířů. Jižní boční loď je zakončena kaplí sv. Pěti bratří s kamennou křtitelnicí ze 16. století.

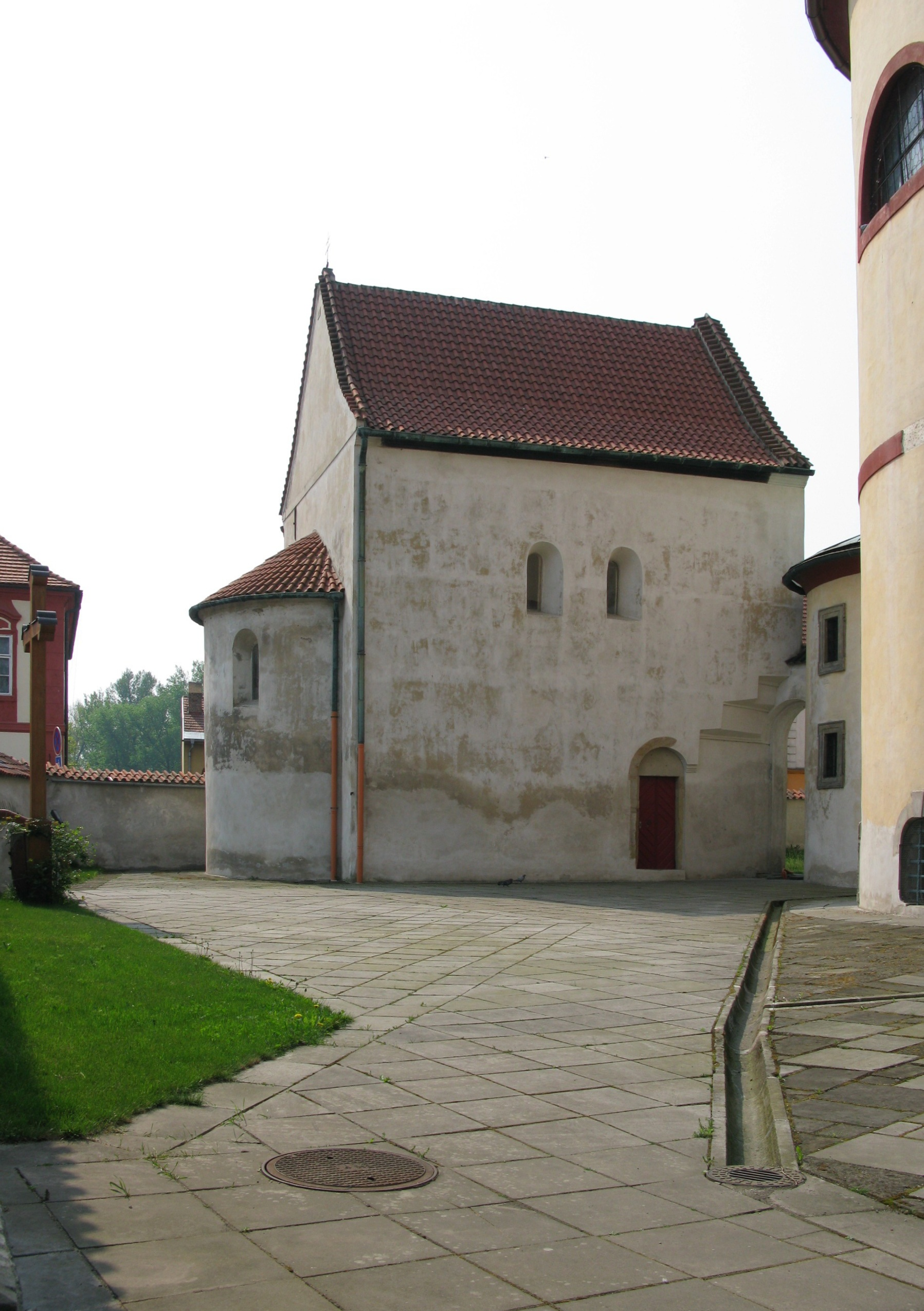
Přilehlý kostel sv. Klementa

Hlavní oltář v presbytáři pochází z počátku 18. století je dílem Františka Maxmiliana Kaňky a Dominika Rapy a pochází z pražského kostela sv. Václava na Zderaze. Ústřední obraz zachycuje sv. Václava mezi dvěma anděly a je kopií slavného Škrétova obrazu. Kanovnické lavice v presbytáři s bustami českých patronů jsou z roku 1729, zpovědnice byly zakoupeny z klementinské koleje. Rokoková kazatelna se sochami církevních otců na severní straně presbytáře je přenesena z pražského kostela sv. Martina. U pilířů po stranách schodiště do presbytáře se nacházejí dva menší oltáře Panny Marie Bolestné a sv. Kříže. Na pilířích hlavni lodě je umístěno šest soch zemských patronů původem z malostranské jezuitské rezidence. Zpodobňují sv. Norberta, sv. Vojtěcha, sv. Jana Nepomuckého, sv. Zikmunda, sv. Víta a sv. Ivana. Obdélné obrazy nad nimi z roku 1677 tvoří cyklus výjevů ze života sv. Václava. Dva obrazy na kruchtě zachycují neúspěšný sněm, svolaný Boleslavem I. do Turska, a vítězství českého vojska v bitvě u Kressenbrunnu v roce 1260. V bočních lodích visí několik obrazů pašijového cyklu, které jsou zmenšenou kopií Škrétova cyklu z malostranské jezuitské koleje v Praze.

## Kolegiátní kapitula sv. Kosmy a Damiána
Kolegiátní kapitula sv. Kosmy a Damiána ve Staré Boleslavi, správkyně tohoto kostela, byla založena současně s bazilikou sv. Václava po roce 1039. Stala se tak nejstarší institucí tohoto druhu v Česku. Jejím úkolem bylo od počátku pečovat o místo spojené s mučednickou smrti sv. Václava a šířit úctu k tomuto přednímu patronu českého národa. Později se stala také ochráncem milostného mariánského obrazu, uctívaného ve staroboleslavském chrámu Nanebevzetí Panny Marie, takzvaného Palladia země české.

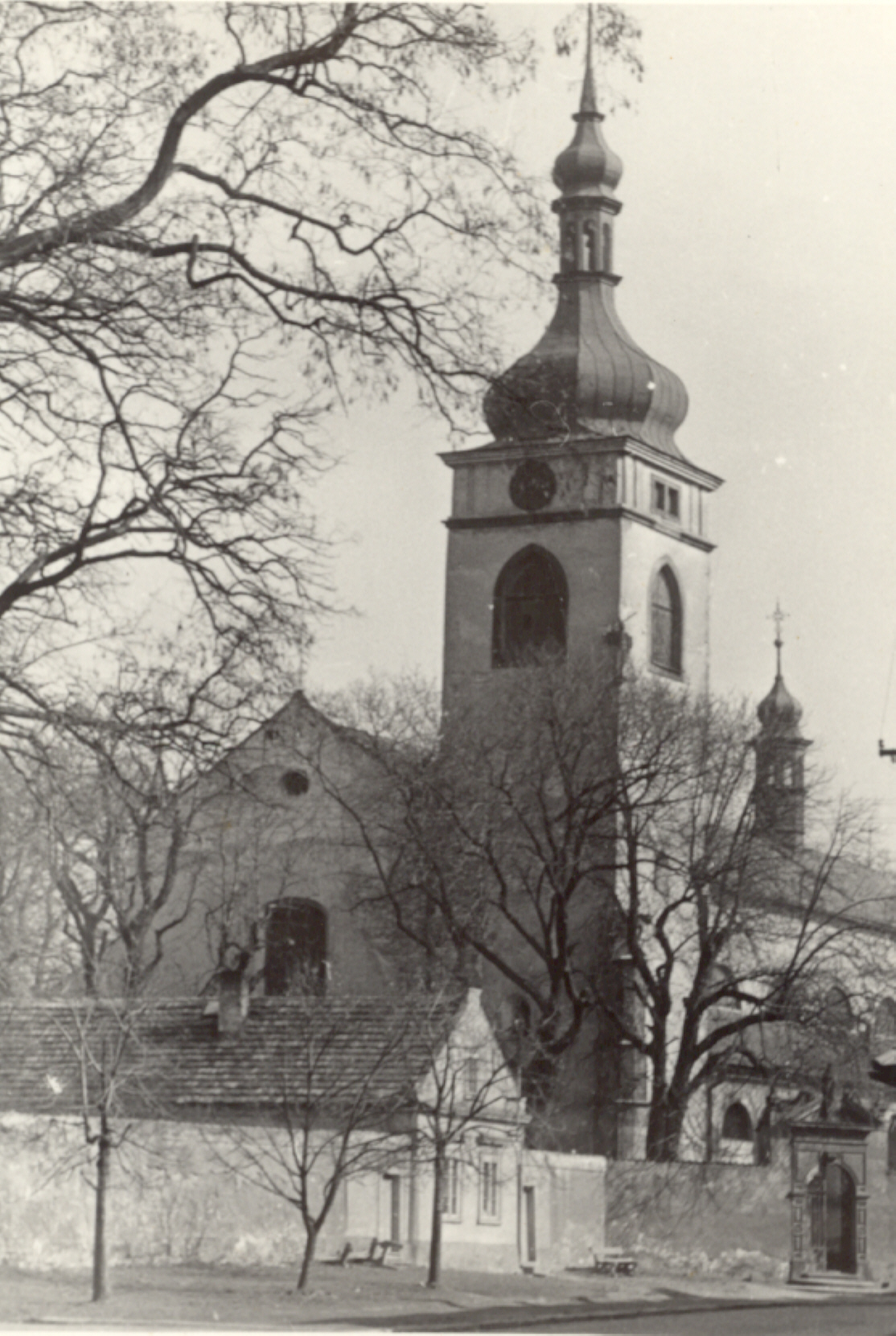
Bazilika od západu

V současné době, věrna svému poslání, vede náročnou obnovu areálu kostelů sv. Václava a sv. Klementa, národní kulturní památky, a jejího okolí, zanedbaného léty komunistické vlády. Spolupodílí se také na každoroční Národní svatováclavské pouti pořádané 28. září ve Staré Boleslavi.

## Bohoslužby v bazilice sv. Václava
V bazilice sv. Václava se konají pravidelné bohoslužby, jejich pořad je zveřejňován na www.staraboleslav.com a na FB @PoutniMistoStaraBoleslav